# Slavka Maneva
Slavka Maneva (Macedonisch: Славка Манева) (Skopje, 2 februari 1934 - aldaar, 9 januari 2010) was een Macedonisch schrijfster en dichter.
Maneva studeerde letterkunde aan de universiteit van Skopje, doceerde Macedonische taal en letterkunde en gaf kinderboeken uit. Haar werk is vertaald in het Servisch, Turks, Albanees, Russisch, Bulgaars, Pools, Armeens, Georgisch en Litouws. Voor haar boek Kussen van sterren (Ѕвездени перничиња) uit 1996 kreeg zij "Vančo Nikoleski" -prijs.

## Werken
- Свирипиле (De Zangvogel)
- Џиџа (Marijuana)
- Камчето на сакањето (De rots van de vriendschap)
- Волшебниот лифт (De toverlift)
- Готварски сказни (Koksverhalen)
- Виножитото што пее (De zingende regenboog)
- Од дедо Марковото торбуле (Uit de zak van grootvader Marko)
- Приказни без крај (Verhalen zonder einde)
- Куќата на божилакот (Het huis van de regenboog)